# Presses universitaires d'Afrique

Les Presses universitaires d'Afrique (PUA) sont une maison d'édition camerounaise basée à Yaoundé, existant depuis 1995; publiant majoritairement en sciences juridiques et de l'éducation et en littérature. Une littérature orientée principalement vers les essais. Très impliquées dans les coéditions internationales, les Presses universitaires font partie des membres fondateurs de l'Alliance internationale des éditeurs indépendants depuis 2001.

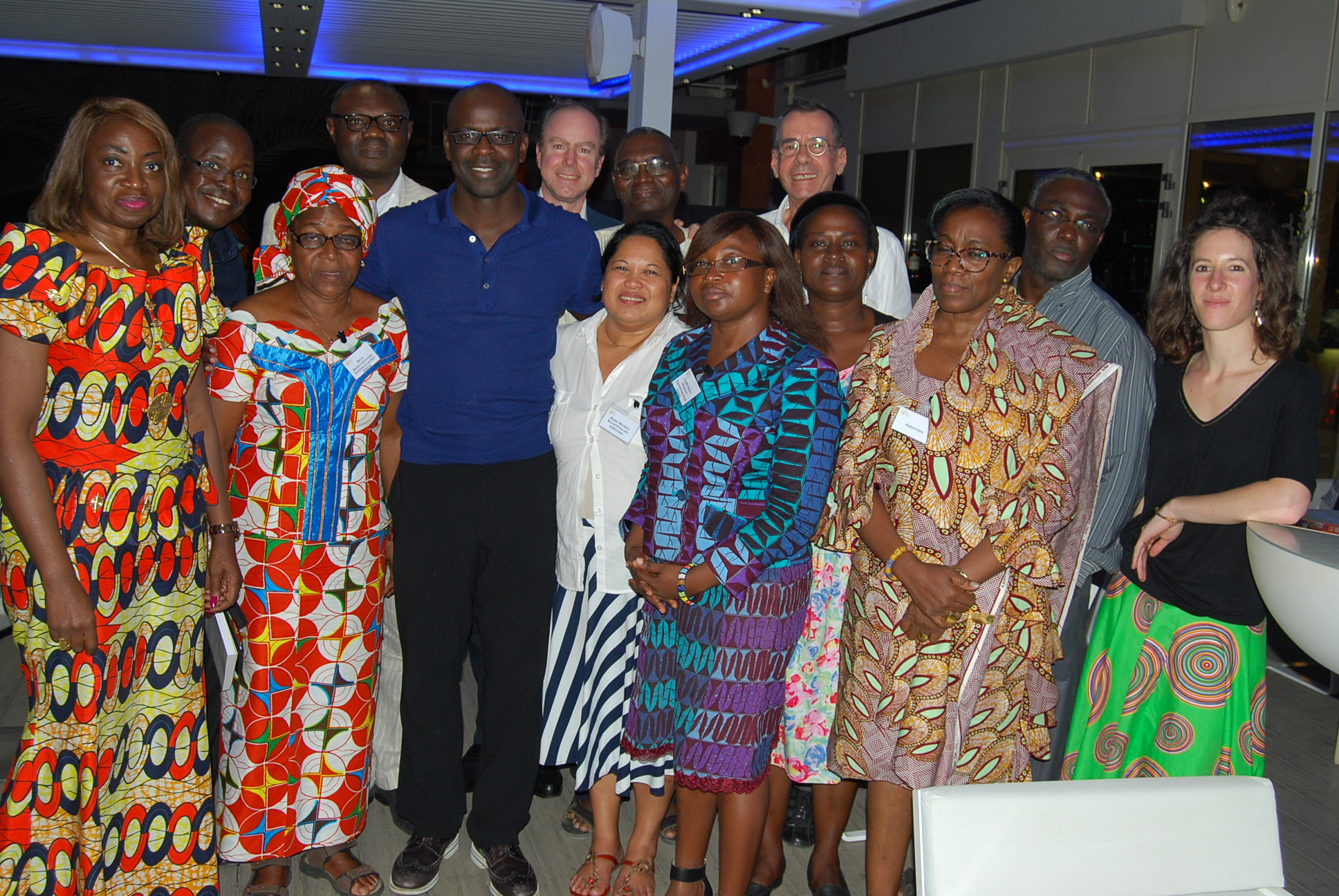
Photo avec notre auteur Lilian Thuram et nos coéditeurs à Dakar en novembre 2014

Le catalogue des Presses universitaires d'Afrique compte pas moins de 300 titres dont deux revues. La Revue Juridis Périodique et la Revue juridique Africaine. 

Le label de publication « Presses universitaires d'Afrique » est une marque déposée appartenant à l'Africaine d’édition et de service (AES), société anonyme fondée le 26 juillet 1995 par un collège d'enseignants et autres particuliers sous la houlette de Serge DONTCHUENG KOUAM.

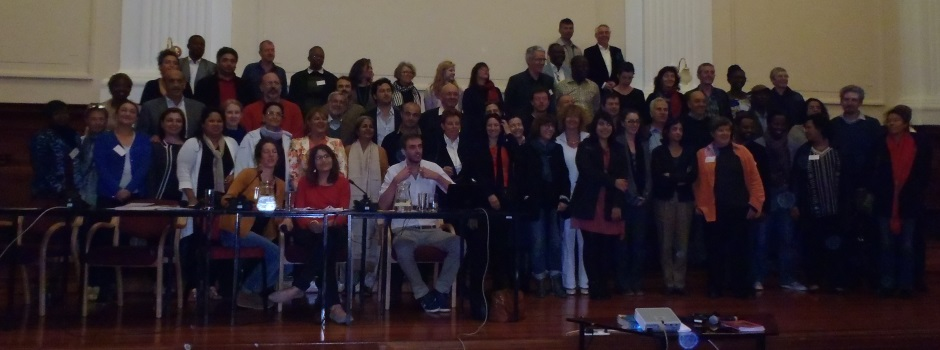
Rencontre Editeurs indépendants Cape Town 2014

Les Presses Universitaires d’Afrique ont remporté en 2006 le prix de l’Association VEILLARD-CYBULSKI (Lausanne,Suisse) avec l’ouvrage Le mineur et la loi pénale camerounaise: Étude socio-judiciaire de l’auteur Dieudonné EYIKÉ-VIEUX.Cette
association œuvre pour la protection des droits de l’Enfant.

## Historique
L’AES est inscrite au Registre du Commerce et du Crédit Mobilier (RCCM) sous le N° 95F0285 depuis septembre 1995. 
L’AES a repris le fonds éditorial des Presses universitaires du Cameroun et des éditions Mandara les lendemains de sa fondation en 1995.
En 2012, les Presses universitaires d’Afrique disposent d’un fonds éditorial d’environ 300 titres tournés essentiellement vers le Droit (70 %),la littérature (15 %), le livre éducatif (13 %) et autres ouvrages institutionnels (2 %).

## Coéditions
En 2014, les Presses Universitaires d'Afrique participent à une coédition solidaire pour l'Océan Indien, avec un "Livre Equitable". Il s'agit de "Mes Etoiles Noires", de Lilian Thuram. La coédition se fait avec 12 autres maisons d'édition : Barzakh, Edilis, Ganndal, Graines de Pensée, Jamana, Jeunes Malgaches, Papyrus Afrique, Mémoire d'Encrier, Ruisseaux d'Afrique, Sankofa & Gurli et Tarik.